# ژان هورنی
ژان آمدیه هورنی (به انگلیسی: Jean Amédée Hoerni) (۲۶ سپتامبر ۱۹۲۴–۱۲ ژانویه ۱۹۹۷) مهندس سوئیسی-آمریکایی بود. او پیشگام ترانزیستور سیلیکون و عضو «هشت خائن» بود. وی فرایند مسطح را توسعه داد، یک فناوری مهم برای ساخت قابل اعتماد و ساخت وسایل نیم‌رسانا مانند ترانزیستورها و مدارهای مجتمع.

## زندگی‌نامه
هورنی در ۲۶ سپتامبر ۱۹۲۴ در ژنو، سویس متولد شد. او لیسانس علومخود را در ریاضیات از دانشگاه ژنو و دو دکترا در فیزیک؛ یکی از دانشگاه ژنو و دیگری از دانشگاه کمبریج دریافت کرد.
در سال ۱۹۵۲، وی برای کار در موسسه فناوری کالیفرنیا به ایالات متحده نقل مکان کرد، و در آنجا با ویلیام شاکلی، فیزیکدان در آزمایشگاه‌های بل، که از نزدیک با ایجاد ترانزیستور درگیر بود، آشنا شد.
چند سال بعد، شاکلی استخدام هورنی را برای همکاری با وی در بخش تازه تأسیس‌شده آزمایشگاه نیم‌رسانای شاکلی از ادوات بکمن در مانتین ویو، کالیفرنیا، بکار گرفت. اما رفتار عجیب شوکلی، به اصطلاح «هشت خائن» را وادار کرد: هورنی، جولیوس بلانک، ویکتور گرینیچ، یوجین کلاینر، جی لست، گوردون مور، رابرت نویس و شلدون رابرتز، آزمایشگاه خود را ترک کنند و شرکت فرچایلد سمیکانداکتر را ایجاد کنند.
در سال ۱۹۵۸، هورنی جلسه انجمن الکتروشیمی آمریکا حضور داشت، که در آن محمد عطاالله مهندس آزمایشگاه‌های بل یک مقاله در مورد غیرفعال‌سازی از پیوند پی-ان توسط اکسید ارائه کرد، و اثر غیرفعال‌سازی سیلیکون دی‌اکسید بر روی سطح سیلیکون را نشان داد. هورنی مجذوب شد بود و یک روز صبح در حالی که به فکر قطعه عطاالله بود، با مفهوم فناوری مسطح آشنا شد. هورنی با بهره‌گیری از اثر غیرفعال‌کننده دی‌اکسید سیلیکون روی سطح سیلیکون، پیشنهاد داد ترانزیستورهایی را که توسط یک لایه دی‌اکسید سیلیکون محافظت می‌شوند، بسازند.
فرایند مسطح توسط ژان هورنی با اولین ثبت اختراع وی در مه ۱۹۵۹ ثبت شد. فرایند مسطح در اختراع مدار سیلیسیومی یکپارچه توسط رابرت نویس بسیار مهم بود.
هورنی از میلوفیبروسیس در ۱۲ ژانویه سال ۱۹۹۷ در سیاتل، واشینگتن درگذشت. او ۷۲ ساله بود.